# Бри-су-Шале
Бри-су-Шале́ (фр. Brie-sous-Chalais) — коммуна во Франции, находится в регионе Пуату — Шаранта. Департамент — Шаранта. Входит в состав кантона Шале. Округ коммуны — Ангулем.
Код INSEE коммуны — 16063.

## География
Коммуна расположена приблизительно в 440 км к юго-западу от Парижа, в 145 км южнее Пуатье, в 39 км к югу от Ангулема.
На юго-западе коммуны протекает река Вьенна, а с севера на юг — её приток, река Озанс, которая летом часто пересыхает.

## Население
Население коммуны на 2008 год составляло 166 человек.
| 1962 | 1968 | 1975 | 1982 | 1990 | 1999 | 2008 |
| ---- | ---- | ---- | ---- | ---- | ---- | ---- |
| 215  | 212  | 185  | 167  | 160  | 159  | 166  |

## Администрация
| Период | Период | Фамилия      | Партия | Примечания        |
| ------ | ------ | ------------ | ------ | ----------------- |
| 1993   | 2008   | Клод Роше    |        |                   |
| 2008   | 2014   | Паскаль Борд |        | фермер-животновод |

## Экономика
В 2007 году среди 89 человек в трудоспособном возрасте (15—64 лет) 60 были экономически активными, 29 — неактивными (показатель активности — 67,4 %, в 1999 году было 67,8 %). Из 60 активных работали 53 человека (30 мужчин и 23 женщины), безработных было 7 (2 мужчины и 5 женщин). Среди 29 неактивных 10 человек были учениками или студентами, 9 — пенсионерами, 10 были неактивными по другим причинам.

## Фотогалерея

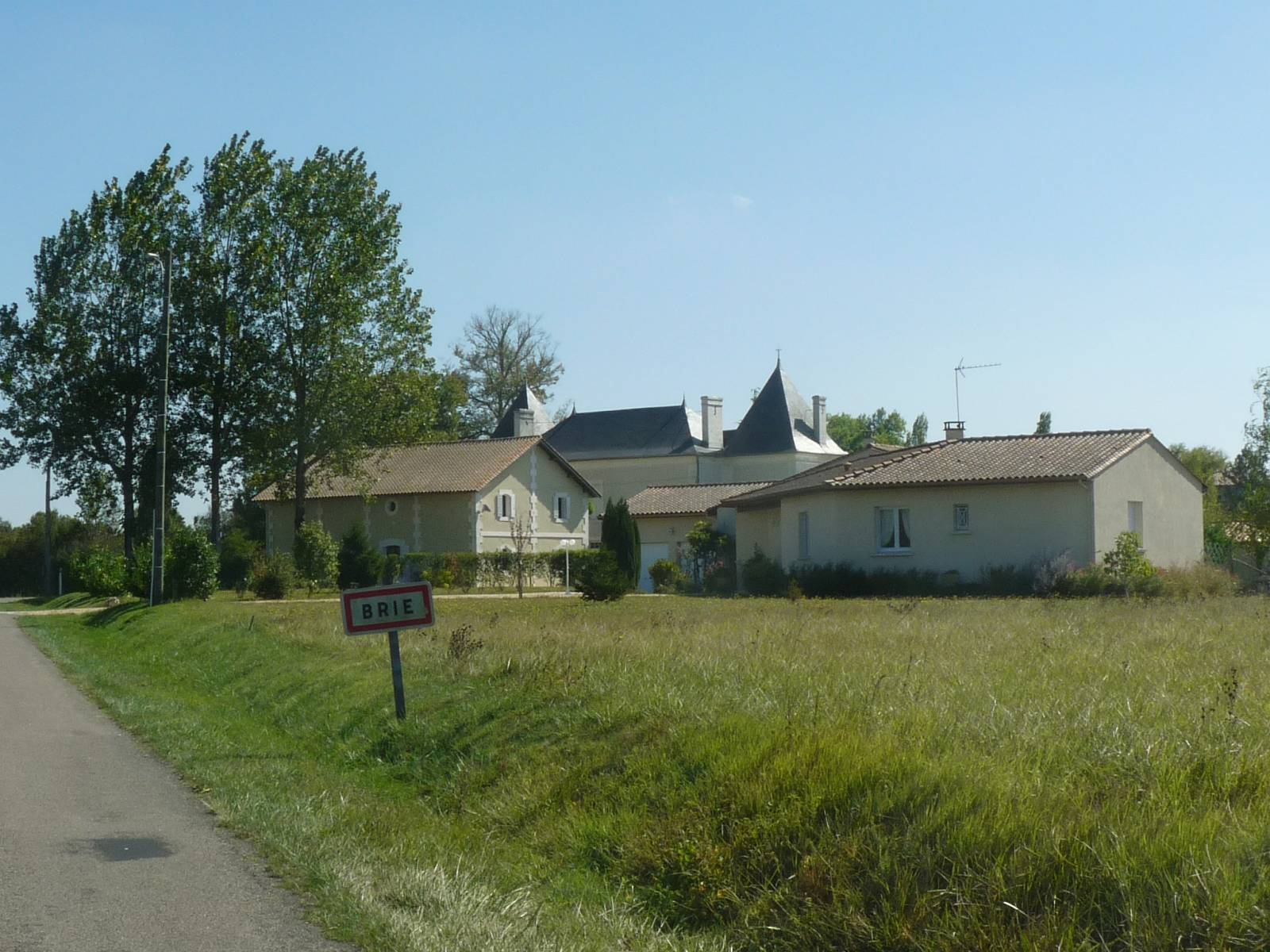
Бри-су-Шале
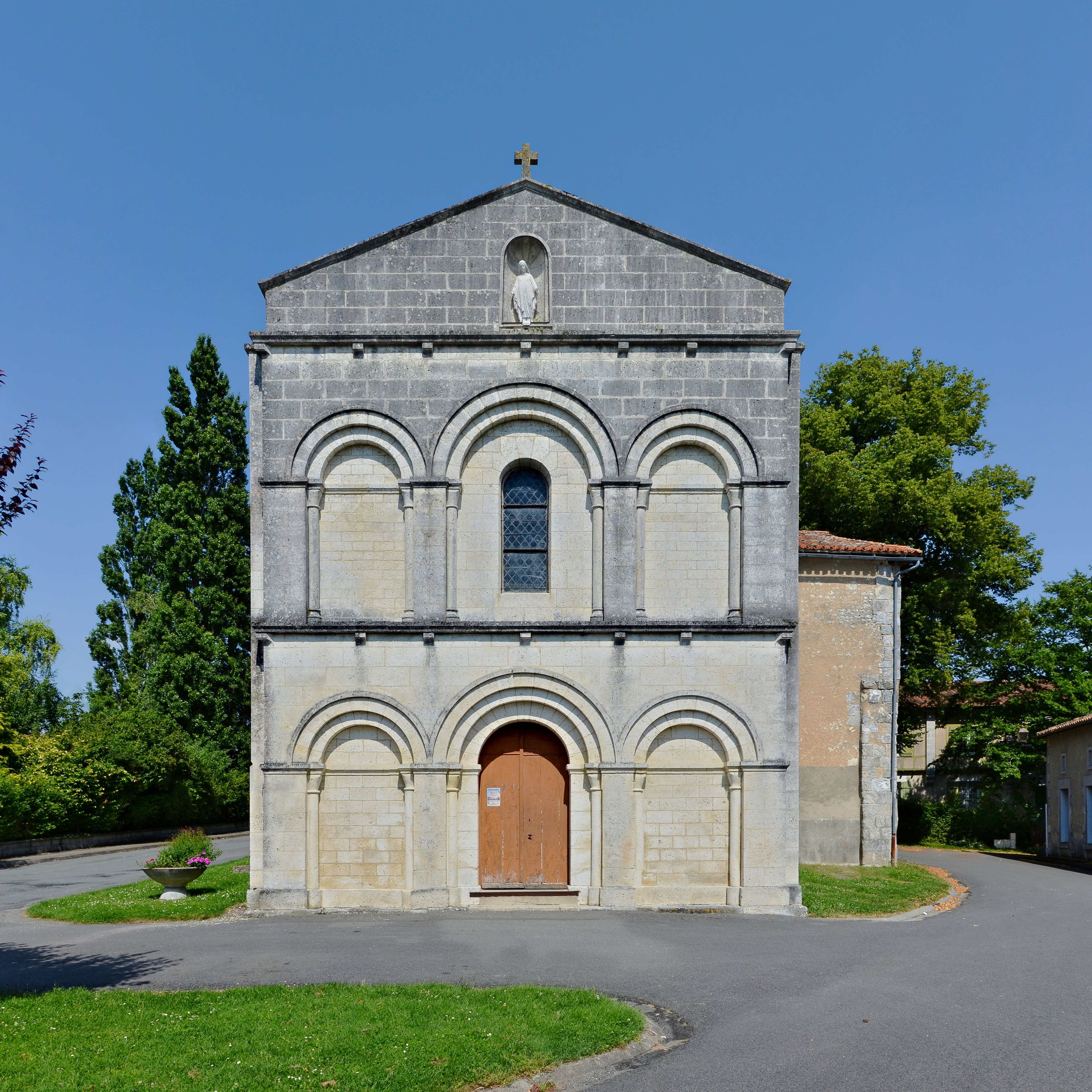
Церковь
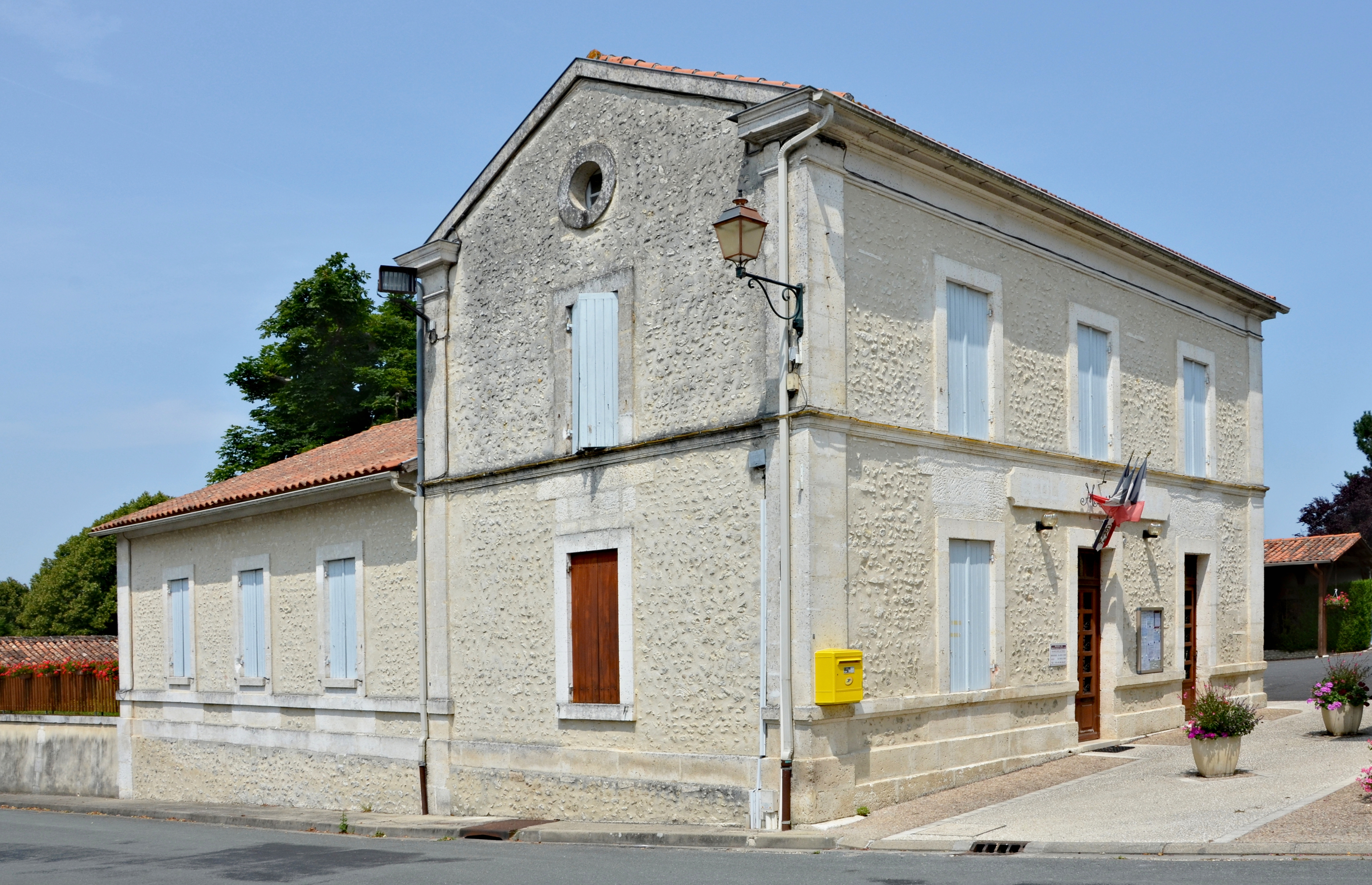
Мэрия
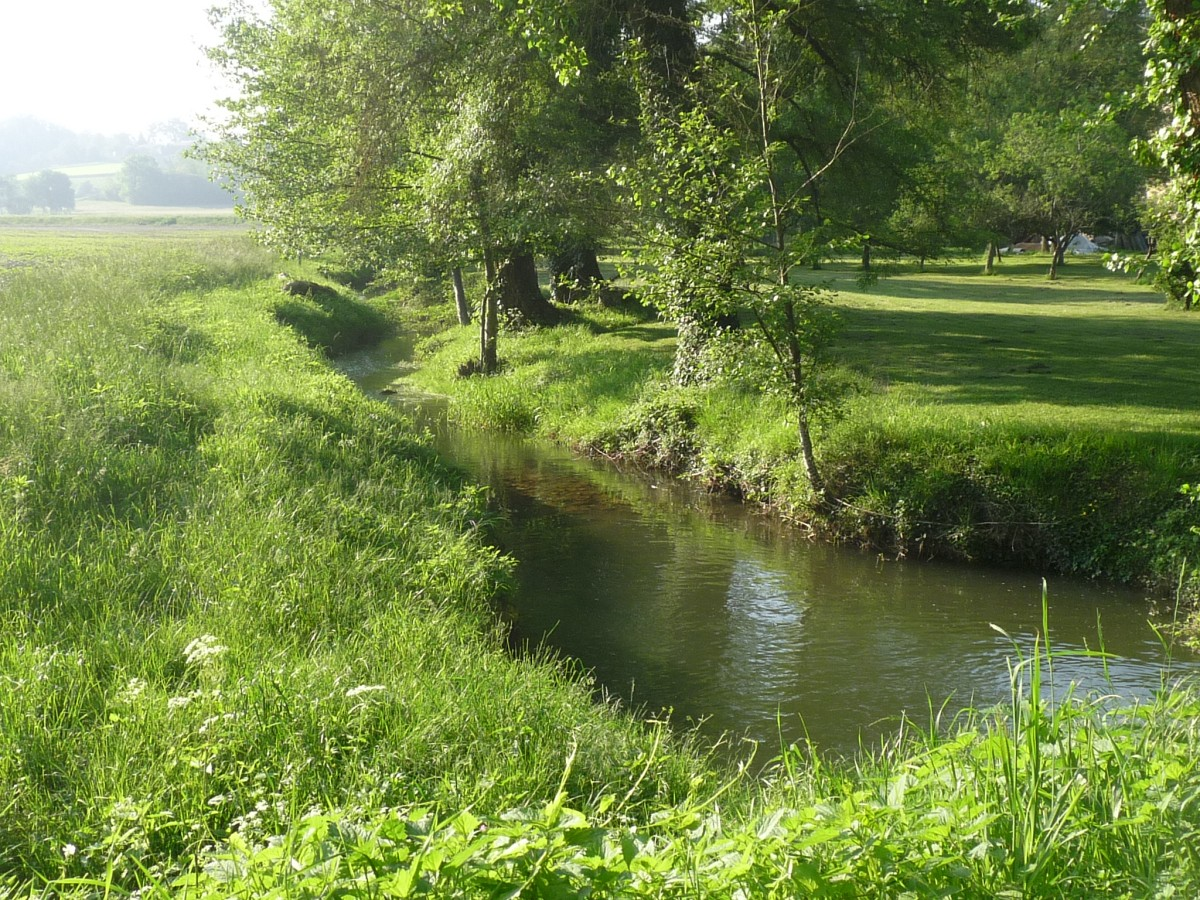
Река Вьенна